# غلام‌علی پیمان
غلام‌علی پیمان دانشمند ایرانی-آمریکایی و از اعضای تالار مشاهیر چشم‌پزشکی جهان است.
مهمترین دلیل شهرت وی، اختراع عمل جراحی لیزیک است که به کمک آن افراد دارای ضعف بینایی می‌توانند بدون استفاده از عینک دید طبیعی خود را بازیابند.
وی در دسامبر ۲۰۱۲ میلادی برنده مدال ملی فناوری و نوآوری از سوی باراک اوباما رئیس جمهور ایالات متحده شد.

## زندگی‌نامه
- پیمان که متولد ایران، شهر شیراز است در ۱۹ سالگی برای تحصیل در رشته پزشکی عازم آلمان گردید و در سال ۱۳۴۱ خورشیدی موفق به کسب مدرک دکتری حرفه‌ای در رشته پزشکی عمومی در دانشگاه دویسبورگ شد. وی در سال ۱۳۴۸ خورشیدی دوره تخصص خود را در رشته چشم‌پزشکی در دانشگاه اسن آلمان به پایان رساند و برای دوره پسادکتری به ایالات متحده آمریکا رفت و از سال ۱۳۵۰ خورشیدی به عنوان استادیار گروه چشم‌پزشکی در دانشگاه کالیفرنیا در لس‌آنجلس مشغول به فعالیت شد. او در حال حاضر استاد دانشگاه علوم پزشکی دانشگاه آریزونا است.[۴]
- پیمان با خدمات فراوانی که نسبت به جامعه چشم پزشکی انجام داده یقیناً از مشاهیر بین‌المللی ماندگار خواهد بود.

## اختراع
او در سال ۱۳۶۸ خورشیدی با ثبت اختراع رسمی جراحی لیزیک انقلاب بزرگی در چشم‌پزشکی جهان ایجاد نمود و در سال ۱۳۸۴ با نظر بیش از ۳۰۰۰۰ نفر از چشم‌پزشکان جهان به عنوان یکی از اعضای تالار مشاهیر چشم‌پزشکی جهان شناخته شد.
از وی بیش از ۱۳۵ عنوان اختراع به ثبت رسیده است.